# Mærsk M-Klasse (2008)
Die Schiffe der Mærsk M-Klasse zählten bei ihrer Indienststellung zu den größten Containerschiffen.

## Geschichte
Die Baureihe wurde ab 2007 gebaut und ab März 2008 von der dänischen Odense Staalskibsværft abgeliefert. Sie setzte die Entwicklung der bisherigen Größenrekordhalter, des Regina-Mærsk-Typs, des Sovereign-Mærsk-Typs, der Mærsk C-Klasse und der Mærsk A-Klasse fort, mit denen sie einen Großteil der Konstruktionsparameter gemein hat. Auftraggeber der Baureihe war die in Kopenhagen ansässige Reederei Mærsk Line, bei der die Schiffe bis heute in Fahrt sind. Die Bauserie entstand 2007/09 in einer Auflage von sechs Schiffen. Die Reederei fasst die Schiffe der A-Klasse innerhalb der Reedereiflotte mit den vergleichbar großen Vorgängertypen als S-Klasse zusammen, nimmt die M-Schiffe aber als eigene Klasse. Mit der Einführung der Triple-E-Klasse wurden die Schiffe auf G.-Namen umgetauft und die bisherigen Namen für die 1. Serie der Triple-E-Schiffe verwendet.
Im Vergleich zu den A-Klasse-Schiffen ist der M-Klasse-Entwurf (wie die Gudrun-Mærsk-Klasse) um weitere 15 Meter verlängert und besitzt, um einen ausreichenden Sichtstrahl zu gewährleisten, ein um ein Deck auf elf Decks erhöhtes Deckshaus. Die M-Klasse-Schiffe zählen zu den Post-Panamax-Containerschiffen und verfügen über eine Kapazität von 7668 TEU (beladene Container mit je 14 Tonnen Gewicht), beziehungsweise 10.150 TEU an echten Stellplätzen. Die Schiffe können 17 Container querschiffs und insgesamt 13 Lagen übereinander stauen. Dafür stehen 22 40-Fuß-Bays (16+6) zur Verfügung. Die verwendeten Hauptmotoren waren die seinerzeit leistungsfähigsten Dieselmotoren auf dem Markt.

## Die Schiffe
| Mærsk M-Klasse    | Mærsk M-Klasse | Mærsk M-Klasse | Mærsk M-Klasse | Mærsk M-Klasse                                  | Mærsk M-Klasse             |
| Bauname           | Bau- nummer    | IMO- Nummer    | Rufzeichen     | Kiellegung Stapellauf Ablieferung               | Umbenennungen und Verbleib |
| ----------------- | -------------- | -------------- | -------------- | ----------------------------------------------- | -------------------------- |
| Margrethe Mærsk   | L211           | 9359002        | OZBY2          | 20. Oktober 2007 5. Februar 2008 28. März 2008  | 2014 Gerner Mærsk          |
| Marchen Mærsk     | L212           | 9359014        | OUIY2          | 20. Dezember 2007 28. März 2008 18. Mai 2008    | 2014 Gunde Mærsk           |
| Maren Mærsk       | L213           | 9359026        | OUJI2          | 10. Februar 2008 4. Juni 2008 22. Juli 2008     | 2014 Gunhilde Mærsk        |
| Mette Mærsk       | L214           | 9359038        | OUJK2          | 9. April 2008 26. August 2008 14. Oktober 2008  | 2014 Gustav Mærsk          |
| Marit Mærsk       | L215           | 9359040        | OUJN2          | 13. Juni 2008 7. November 2008 19. Januar 2009  | 2014 Guthorm Mærsk         |
| Mathilde Mærsk    | L216           | 9359052        | OUJS2          | 2. September 2008 29. Januar 2009 17. März 2009 | 2014 Gerda Mærsk           |
| Daten: ABS Record |                |                |                |                                                 |                            |